# Mouvement Laudato si'
Le mouvement Laudato si'  (Laudato si' movement, LSM) est un réseau global de plus de 900 organisations catholiques et de plus de 10 000 leaders populaires formés en tant qu'animateurs de Laudato si' . Inspirée de l'encyclique Laudato si' du pape François, la mission déclarée de LSM est d'inspirer et de mobiliser la communauté catholique pour prendre soin de notre maison commune et d'aboutir à une justice climatique et écologique.

## Genèse
Durant la visite du pape François aux Philippines du 15 au 19 janvier 2015 , le cardinal Luis Antonio Tagle a délivré au pape, dans une réunion privée, la mission déclarée du Global Catholic Climate Groupe, selon des leaders d'organisations qui font partie du mouvement. Parrainé par le cardinal Luis Antonio Tagle, le mouvement fut donc fondé aux Philippines en janvier 2015, lorsque le Pape François arriva à Manille. Son nom originel, Global Catholic Climate Movement, fut changé en « Laudato Si' Movement » en 2021 pour mieux refléter sa mission.
Le mouvement Laudato si' a joué un rôle clé en soutenant l'Église pour recevoir et mettre en œuvre l'encyclique Laudato si'. En partenariat avec le Dicastère pour le service du développement humain intégral du Vatican, le mouvement Laudato si' prend des initiatives globales variées pour faire prendre conscience des enjeux et susciter des actions des catholiques dans le domaine de l'environnement, telles que :
- la célébration de la semaine annuelle Laudato si'[4] tenue récemment en mai 2022[5] ;
- la célébration œcuménique de la saison de la Création, se tenant pendant la période du 1er septembre au 4 octobre chaque année[N 1], et
- le film The Letter: A Message for our Earth[6].

Le mouvement Laudato si' a aussi mené d'autres initiatives telles que la formation des animateurs Laudato si' et une participation d'institutions catholiques battant tous les records dans la campagne de désinvestissement des énergies fossiles,.

## Assise
Le mouvement Laudato si' a un centre à Assise, qui coordonne le projet « Assise : Terra Laudato Si' », qui met en relation divers sites franciscains pour raconter l'histoire du Cantique des Créatures et de Laudato si'. Le projet a fait l'objet d'une annonce par l'évêque Domenico Sorrentino et a été béni par le cardinal Czerny du Vatican dans une cérémonie de Pentecôte en mai 2023.